# Johann Heinrich Gottlob von Justi
Johann Heinrich Gottlob Justi (1720, Brücken, Durynsko – 21. července 1771, Kostřín, Lubušské vojvodství) byl významný německý myslitel zabývající se v 18. století politologií a ekonomií, jeden ze zakladatelů kameralismu.

## Životopis
Johann Heinrich Gottlob von Justi byl synem saského inspektora pro potravní daň na čáře. Absolvoval gymnázium v Quedlinburgu a v Sasku roku 1741 vojenskou službu. Mezi lety 1742 a 1744 studoval právo a kameralistiku na Univerzitě ve Wittenbergu, v Jeně a v Lipsku, kde také promoval. Po ukončení studia sloužil během Druhé slezské války v Pruské armádě. V roce 1750 byl právníkem ve službách vévodkyně Sasko-Eisenachské a konvertoval ke katolické víře. Později obdržel profesorský titul za své dílo v oblasti kameralistiky na v té době nově založené Tereziánské akademii ve Vídni, na které mezi lety 1750 a 1753 přednášel. Ve stejném období se snažil přesvědčit rakouskou vládu investovat do masové výroby hedvábí a porcelánu a vybudovat tak Rakousku nezávislost na těchto typicky čínských exportech. V pozdější době získal titul profesora rétoriky.
Po krátkém pobytu v Erfurtu a Lipsku započal Justi v roce 1755 v Göttingenu kariéru policejního ředitele. Během tohoto působení přednášel Justi na Göttingenské univerzitě o státním hospodářství, přičemž zároveň i působil v Göttingenské akademii věd. V roce 1757 přijal Justi pozvání dánského ministra Bernstorffa, a až do roku 1760, kdy se přestěhoval do Berlína, působil jako jeho poradce. V roce 1765 byl Justi jmenován ředitelem pruské Správy dolů. V této funkci byl také roku 1768 zatčen pro zneužívání vládních dotací. Až do své smrti 21. července 1771 byl vězněn v Kostříni.

## Dílo
Dílo Johanna Heinricha Gottloba von Justiho se skládá z přibližně 50 jednotlivých publikací, ve kterých se zabývá filosofií, literární teorií, technologiemi, geologií, chemií, fyzikou, politikou a především ekonomií.

### Ekonomie

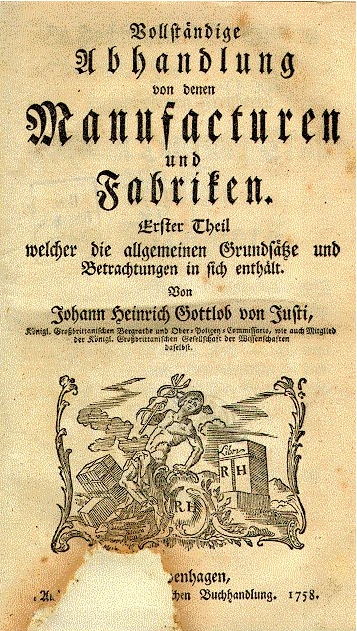
Abhandlung von denen Manufakturen und Fabriken (1758)

Jedním z nejvýznamnějších Justiho děl z oblasti ekonomie je dvousvazková Státní ekonomika neboli Pojednání o všech hospodářských či ekonomických záležitostech neboli Kameralistická věda (1755, Staatswirtschaft oder Systematische Abhandlung aller ökonomischen oder Cameralwissenschaften), které se stalo výchozím dílem pro výuku kameralistické vědy v Rakousku. Nejenom tímto dílem Johann Heinrich Gottlob von Justi přispěl k reformě rakouského vzdělávání za císařovny Marie Terezie. Justi se v díle vymezuje vůči snahám mnohých evropských státníků o výstavbu systému hospodářské politiky pouze na základě ekonomických teorií, zdůrazňuje odlišnost zemí a především odlišné historické zkušenosti s finančními nástroji v rukách státu. Každý stát by podle Justiho měl k hospodářské politice přistupovat pragmaticky s přihlédnutím k historickým zkušenostem daného státu.
Dalším dílem je Ucelené pojednání o manufakturách a fabrikách (1758, Vollständige Abhandlung von denen Manufakturen und Fabriken, I., II.). Toto pojednání je rozděleno do šesti oddílů a pěti hlavních částí (Hauptstück), což jsou vlastně jednotlivé pododdíly. V prvním oddíle se Justi zabývá hutěmi zpracovávajícím zlato a stříbro. Druhý oddíl je věnován hutím zpracovávajícím zbylé kovy, kromě železa a oceli, těm je věnován třetí oddíl. Ve čtvrtém oddíle se Justi zabývá porcelánkami a sklárnami, v pátém oddílu manufakturami zpracovávajícími sůl a barvy a v posledním šestém oddílu zpracováním kůže, papíru a dalšími odvětvími průmyslu. Další prací z oblasti ekonomie je Finanční systém (1766, System des Finanzwesens).

### Politologie
Z oblasti politologie jsou nejznámější Základy politické vědy (1756, Grundsätze der Polizeiwissenschaft), Základní rys dobré vlády (1759, Der Grundriß einer guten Regierung) a Přirozenost a bytí států, jakožto základ státnictví, politiky a starších vládnutím se zabývajících věd, taktéž jako zdroj všech zákonů (1760, Die Natur und das Wesen der Staaten, als die Grundwissenschaft der Staatskunst, der Polizey, und alter Regierungswissenschaften, des-gleichen als die Quelle aller Gesetze).